# Postczłowiek
Postczłowiek – pojęcie używane w transhumanizmie do określenia potomków lub następców człowieka, których możliwości będą dzięki technologii tak bardzo poszerzone w stosunku do dzisiejszych ludzi, że utożsamianie ich z ludźmi byłoby mylące.

## Motywacja
Transhumanizm postuluje, że współczesne możliwości ludzkiego organizmu nie są niczym wyróżnionym i że są tylko jednym z etapów ewolucji. Choć tradycyjne podejście do medycyny opiera się na doprowadzeniu chorego organizmu do "zdrowego stanu", należy wykorzystywać jej możliwości jeśli umożliwiają one doprowadzenie zdrowego człowieka do stanu "lepszego niż zdrowy". Decyzja o zastosowaniu takich terapii według transhumanistów powinna być kwestią indywidualną, a odbieranie takich możliwości z utylitarnego punktu widzenia jest równoważne odbieraniu chorym ludziom możliwości leczenia.
Z kolei masowe wprowadzenie takich technologii wymaga przedefiniowania wielu tradycyjnych norm społecznych. Kumulujące się zmiany mogą doprowadzić do powstania postludzi o zupełnie innym wyglądzie (z powodu cyborgizacji, inżynierii genetycznej bądź transferu umysłu na inny nośnik), zupełnie innych potrzebach (np. z powodu usunięcia ewolucyjnych instynktów służących rozmnażaniu) i zupełnie innym zachowaniu (np. z powodu szybkości pracy umysłu i posiadania innych zmysłów). Postludzie mogą stanowić o wiele bardziej różnorodne społeczeństwo niż ludzie i mogą dotyczyć ich zupełnie inne problemy niż ludzi.

## Różnice między człowiekiem a postczłowiekiem
Przykładowo rozważane różnice pomiędzy postczłowiekiem a zwykłym człowiekiem obejmują: 
- brak starzenia się,
- odporność na choroby[1],
- większe możliwości intelektualne od jakiegokolwiek współczesnego geniusza (superinteligencja),
- ulepszone zmysły (np. większa ostrość widzenia i szersze spektrum barw),
- dodatkowe zmysły,
- możliwość kontrolowania własnych potrzeb i emocji[2].

## Technologie
Transhumaniści wskazują na szereg technologii, które mogą być wykorzystywane do usprawnienia człowieka i zwiększenia jego możliwości:
- Masowo stosowane:
  - szczepionki – dające odporność na choroby na które człowiek nie jest od urodzenia odporny,
  - doping wydolnościowy – umożliwiający osiąganie lepszych wyników sportowych niż ludzie nie stosujący dopingu,
  - implanty, protezy i przeszczepianie narządów – umożliwiające zastępowanie nieregenerujących się organów po ich zużyciu lub uszkodzeniu,
  - chirurgia plastyczna – umożliwiająca uzyskanie bardziej atrakcyjnego wyglądu niż naturalny.
- W trakcie badań:
  - implanty mózgowe – implanty przekazujące sygnały bezpośrednio do nerwów, np. protezy wzroku, interfejs mózg-komputer,
  - leki nootropowe – substancje zwiększające możliwości mózgu,
  - nanomedycyna,
  - inżynieria genetyczna,
  - medycyna regeneracyjna.
- Hipotetyczne:
  - exocortex – sztuczny organ będący rozszerzeniem mózgu i realizujący część jego funkcji (np. dodatkowa pamięć, dodatkowe wyszukiwanie obiektów w polu widzenia),
  - transfer umysłu – przeniesienie lub skopiowanie umysłu na inny nośnik, umożliwiający szybsze działanie, kopiowanie i rozszerzanie,
  - nanoroboty – roboty wielkości komórek i mniejsze, zwalczające choroby i dokonujące napraw wewnątrz organizmu,
  - sztuczna inteligencja – powstanie postczłowieka w wyniku innego procesu niż biologiczny rozwój.